# Cukier puder

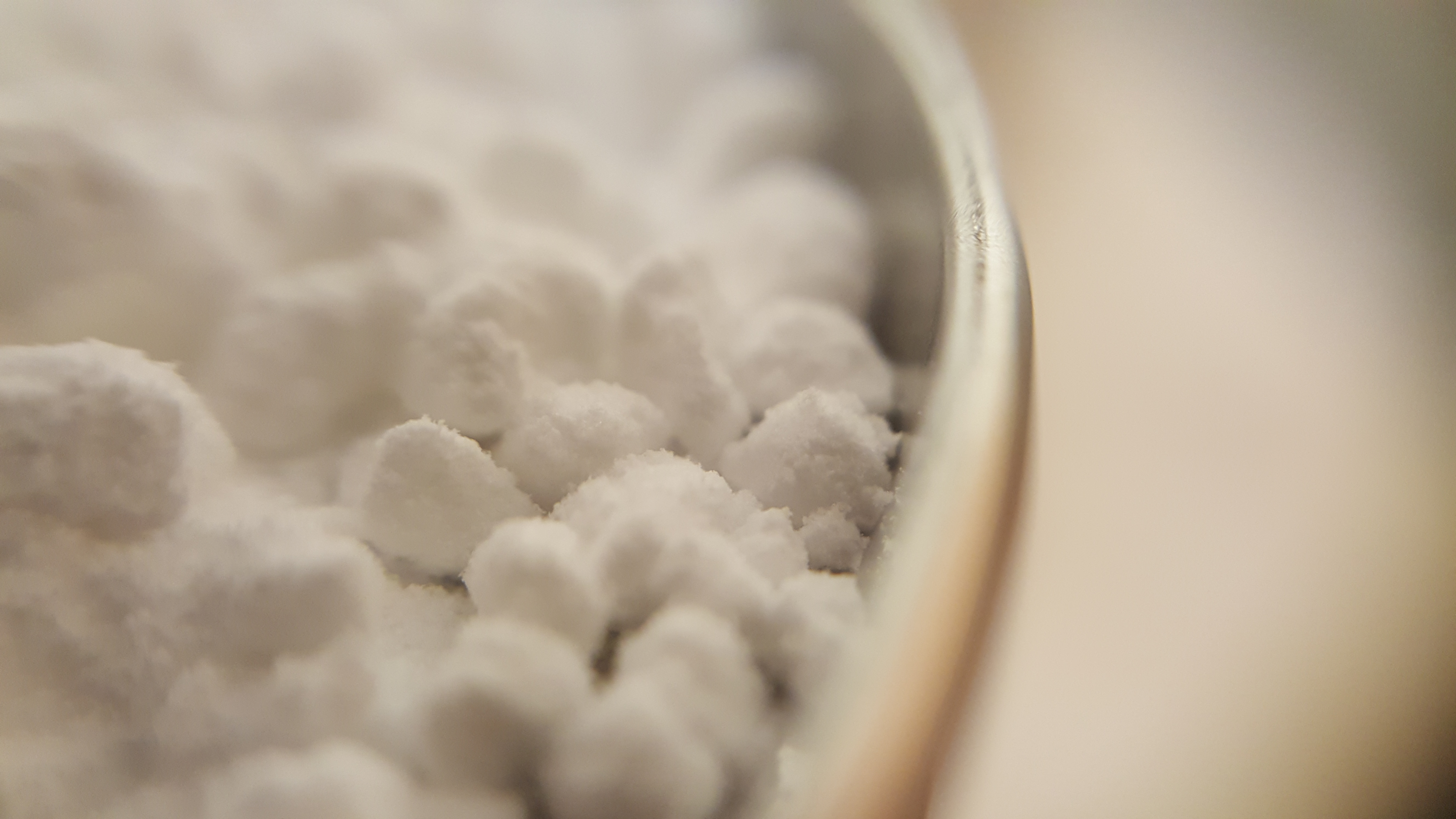
Cukier puder

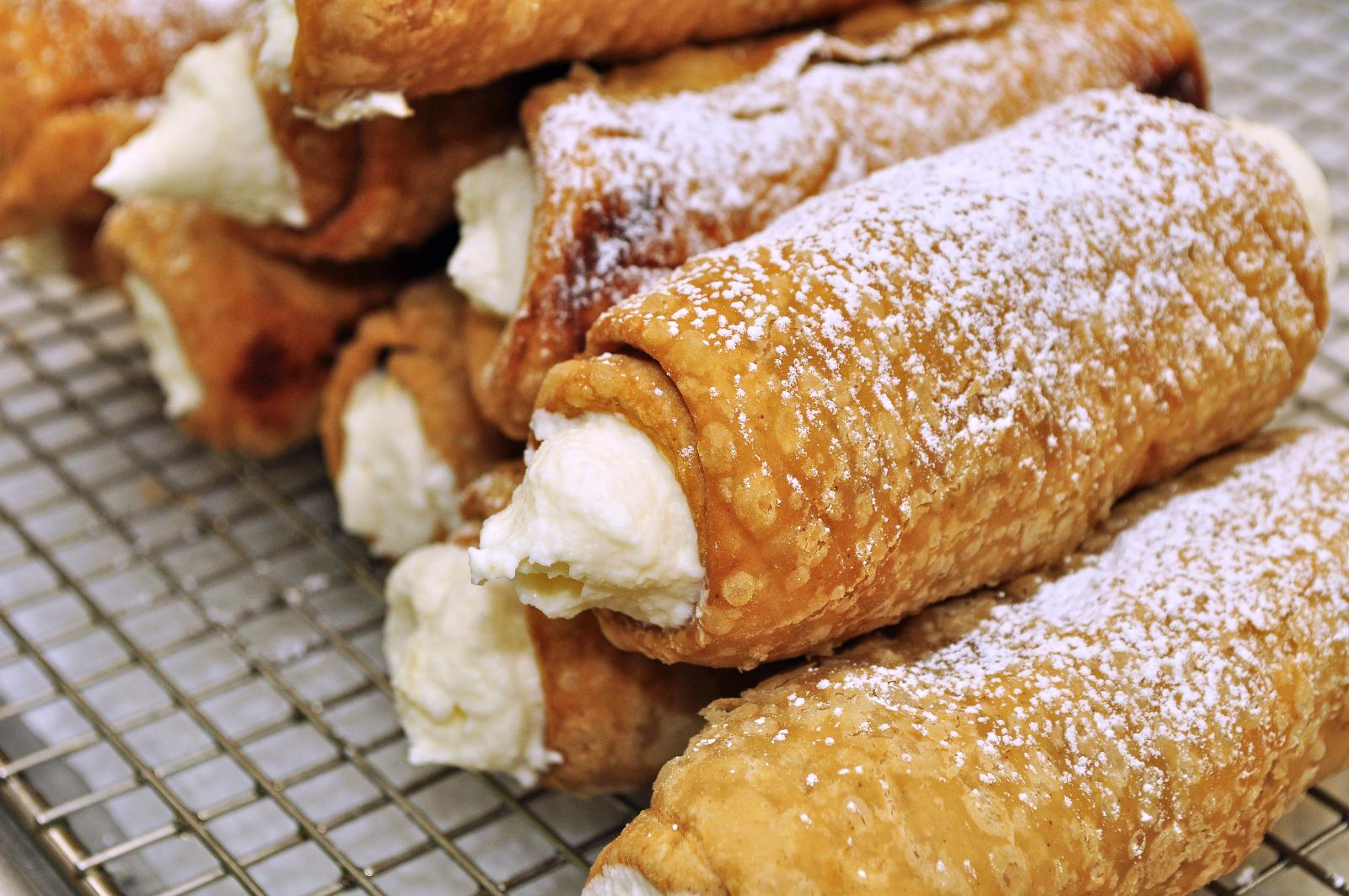
Cannoli posypane cukrem pudrem

Cukier puder − drobno granulowany, poddany procesom rozdrabniania kryształków cukier spożywczy. Jego rozdrobnienie sprawia, że jest bardziej podatny na rozpuszczanie niż cukier krystaliczny. Stosowany głównie w branży piekarniczej i cukierniczej. Nadaje walory smakowe i estetyczne.
Cukier puder jest mieszany z mąką kukurydzianą lub pszenną w celu zwiększenia jego sypkości i dlatego nie nadaje się na ogół do słodzenia napojów.